# Mięsień skroniowy człowieka
Mięsień skroniowy (łac. musculus temporalis) – w anatomii człowieka parzysty mięsień żucia, najsilniejszy w tej grupie. Rozpoczyna się na powierzchni dołu skroniowego, mając swoje przyczepy na kresie skroniowej dolnej, ścianie przyśrodkowej dołu skroniowego do grzebienia podskroniowego, powierzchni wewnętrznej powięzi skroniowej i łuku jarzmowym, a kończy się przyczepiając ścięgnem obustronnie do wyrostka dziobiastego żuchwy.
Unaczyniony jest przez tętnice skroniowe głębokie, tętnicę skroniową środkową i gałęzie tętnicy szczękowej, a unerwiony przez nerwy skroniowe głębokie (gałązki nerwu żuchwowego – trzeciej gałęzi nerwu trójdzielnego).
Mięsień ten unosi żuchwę i przyciska do siebie zęby szczęki i żuchwy – najsilniejsze działanie mają włókna biegnące pionowo. Włókna mięśnia biegnące ku tyłowi dodatkowo cofają wysuniętą do przodu żuchwę.
Przyczep początkowy i brzusiec łatwo zbadać palpacyjnie, gdyż znajduje się na skroni. Badanie przyczepu końcowego sprawia nieco więcej trudności z uwagi na to, że wyrostek dziobiasty żuchwy chowa się pod łukiem jarzmowym. Przyczep końcowy bada się więc wewnątrzustnie przy mocno odwiedzionej żuchwie (mocno otwartych ustach). Badanie zawsze wykonuje się obustronnie, porównawczo.